# Pentekostes Saria
Le Pentekostes Saria est une course cycliste espagnole disputée le jour de la Pentecôte autour de Bergara (Guipuscoa), dans la communauté autonome du Pays basque. Créée en 1932, il s'agit de l'une des plus anciennes compétitions cyclistes du territoire basque. Elle est organisée par la Lokatza Ziklismo Eskola

## Histoire
Auparavant ouverte aux professionnels, la première édition est remportée par Vicente Trueba, un an avant son succès au premier Grand Prix de la montagne du Tour de France. D'autres cyclistes réputés ont inscrit leur nom au palmarès de l'épreuve comme Bernardo Ruiz (1950), Jesús Loroño, Federico Echave, Pello Ruiz Cabestany, Miguel Indurain, Jonathan Castroviejo ou encore Ion Izagirre.

## Palmarès
| Année     | Vainqueur                          | Deuxième                           | Troisième                          |
| --------- | ---------------------------------- | ---------------------------------- | ---------------------------------- |
| 1932      | Vicente Trueba                     |                                    | Luciano Montero                    |
| 1933      | Luciano Montero                    |                                    |                                    |
| 1934      | Antonio Escuriet                   | Jesús Dermit                       |                                    |
| 1935      | Luciano Montero                    |                                    |                                    |
| 1936-1942 | Pas organisé ou résultats inconnus | Pas organisé ou résultats inconnus | Pas organisé ou résultats inconnus |
| 1943      | Jesús Dermit                       |                                    |                                    |
| 1944-1946 | Pas organisé ou résultats inconnus | Pas organisé ou résultats inconnus | Pas organisé ou résultats inconnus |
| 1947      | José Vergara                       |                                    | Ignacio Esnaola                    |
| 1948      | Francisco Michelena                | José Vergara                       |                                    |
| 1949      | Félix Vidaurreta                   |                                    |                                    |
| 1950      | Bernardo Ruiz                      |                                    | Julián Aguirrezabal                |
| 1951      | Jesús Loroño                       |                                    | José Michelena                     |
| 1952      | José Escolano                      |                                    | Francisco Michelena                |
| 1953      | Hortensio Vidaurreta               | Joaquín Aizpuru                    |                                    |
| 1954      | Felipe Alberdi                     | Antonio Ferraz                     | Miguel Vidaurreta                  |
| 1955      | Carmelo Morales                    | Óscar Elgezabal                    | Joaquín Salaverria                 |
| 1956      | Benigno Aspuru                     | Fausto Iza                         | Felipe Alberdi                     |
| 1957      | Fausto Iza                         |                                    |                                    |
| 1958      | Carmelo Morales                    | Benigno Aspuru                     |                                    |
| 1959      | Antonio Barrutia                   |                                    |                                    |
| 1960      | Eusebio Vélez                      |                                    |                                    |
| 1961      | Nicolás Iparaguirre                |                                    |                                    |
| 1962      | José Miguel Chasco                 |                                    |                                    |
| 1963      | Sebastián Elorza                   |                                    |                                    |
| 1964      | Vicente López Carril               |                                    |                                    |
| 1965-1978 | Pas organisé ou résultats inconnus | Pas organisé ou résultats inconnus | Pas organisé ou résultats inconnus |
| 1979      | Federico Echave                    |                                    |                                    |
| 1980      | Pas organisé ou résultats inconnus | Pas organisé ou résultats inconnus | Pas organisé ou résultats inconnus |
| 1981      | Pello Ruiz Cabestany               |                                    |                                    |
| 1982-1983 | Pas organisé ou résultats inconnus | Pas organisé ou résultats inconnus | Pas organisé ou résultats inconnus |
| 1984      | Miguel Indurain                    |                                    |                                    |
| 1986-1988 | Pas organisé ou résultats inconnus | Pas organisé ou résultats inconnus | Pas organisé ou résultats inconnus |
| 1988      | Xabier Usabiaga (es)               |                                    |                                    |
| 1989      | Javier Lazpiur                     |                                    |                                    |
| 1990-1997 | Pas organisé ou résultats inconnus | Pas organisé ou résultats inconnus | Pas organisé ou résultats inconnus |
| 1998      | Aitor Díaz                         | Óscar Askasibar                    | Roberto Lozano (ca)                |
| 1999      | Iker Camaño                        | Ricardo Serrano                    | Ion del Río                        |
| 2000      | Mario de Sárraga                   | Iván Theys                         | Carlos Mancho                      |
| 2001      | Jesús Hernández Blázquez           | Jonathan González Ríos             | Koldo Fernández                    |
| 2002      | Résultats inconnus                 | Résultats inconnus                 | Résultats inconnus                 |
| 2003      | Iker Leonet                        | Iker Irazu                         | Jon Arana                          |
| 2004      | Julen Goikoetxea (en)              | Daniel Sesma                       | Gorka Lizarraga                    |
| 2005      | Josu Agirre                        | Iván Velasco                       | Ion Azkoita                        |
| 2006      | Javier Iriarte                     | Rubén Palacios                     | Mikel Otero                        |
| 2007      | Jonathan Castroviejo               | Gurutz Larrea                      | Juan José Lobato                   |
| 2008      | Andoni Blázquez                    | Garikoitz Bravo                    | Garikoitz Zabaleta                 |
| 2009      | Ion Izagirre                       | Yelko Gómez                        | Juan Ignacio Pérez                 |
| 2010      | Jordi Simón                        | Peio Bilbao                        | Jesús Herrada                      |
| 2011      | Jon Gárate                         | Martín Iraizoz                     | Ugaitz Artola                      |
| 2012      | Ramón Domene                       | Diego Rubio                        | Cristóbal Sánchez                  |
| 2013      | Carlos Antón Jiménez               | Alain González                     | Paul Usabel                        |
| 2014      | Imanol Estévez                     | Marc Soler                         | Alain González                     |
| 2015      | Diego Tirilonte                    | Mikel Aristi                       | Héctor Sáez                        |
| 2016      | Xuban Errazkin                     | Jokin Etxabe                       | Xavier Pastallé                    |
| 2017      | Xavier Cañellas                    | Jaume Sureda                       | Mauricio Orozco                    |